# Мортон (Минесота)
Мортон (енгл. Morton) град је у америчкој савезној држави Минесота.

## Демографија
По попису из 2010. године број становника је 411, што је 31 (-7,0%) становника мање него 2000. године.
| Група             | 2000.       | 2010.       |
| Белци             | 379 (85,7%) | 353 (85,9%) |
| Афроамериканци    | 0 (0,0%)    | 0 (0,0%)    |
| Азијати           | 0 (0,0%)    | 4 (1,0%)    |
| Хиспаноамериканци | 27 (6,1%)   | 12 (2,9%)   |
| Укупно            | 442         | 411         |